# Emil Abderhalden

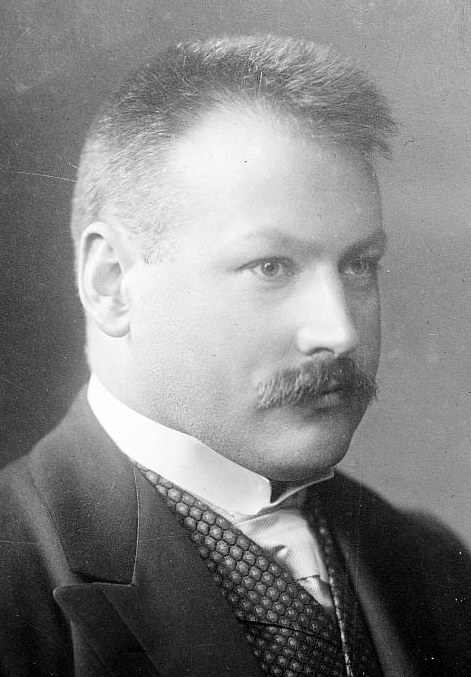
Emil Abderhalden

Emil Abderhalden (n. 9 martie 1877 la Oberuzwil, Cantonul St. Gallen, Elveția - d. 1950 la Zürich) a fost un medic biochimist șifiziolog elvețian, care a trait si activat în Germania. A fost profesor la Universitatea din Halle, apoi la Zürich, precum și președinte al Academiei Leopoldine. A adus contribuții în fiziologia metabolismului și în chimia proteinelor; a descoperit fermenții de apărare și reacția pentru diagnosticul serologic al gravidității (numită ulterior reacția Abderhalden). Activitatea sa științifică a fost foarte controversată din motive ideologice. Abderhalden a admis legătura sa cu nazismul german.

## Scrieri
- 1920 - 1939: Tratat al metodelor de lucru biologice
- 1925 - 1926, 1946: Manual de fiziologie